# Augustyn Kotwicz
Augustyn Kotwicz herbu własnego (zm. w 1550 roku) – chorąży koronny w latach 1539–1550, koniuszy koronny w latach 1529–1548, burgrabia krakowski w 1548 roku, wojski kaliski w latach 1532–1533.